# Молодіжна збірна Словенії з футболу
Молодіжна збірна Словенії з футболу (словен. Slovenska nogometna reprezentanca do 21 let) — національна футбольна збірна Словенії гравців віком до 21 року (U-21), яка підпорядкована Футбольному союзу Словенії.

## Виступи начемпіонатах Європи
- 1978 - 1990: входила до складу Югославії, гравці виступали за молодіжну збірну Югославії.

| 1994  | не брала участі         | не брала участі         | не брала участі         | не брала участі         | не брала участі         | не брала участі         | не брала участі         | не брала участі             | не брала участі             | не брала участі             | не брала участі             | не брала участі             | не брала участі             |
| 1996  | Не пройшла кваліфікацію | Не пройшла кваліфікацію | Не пройшла кваліфікацію | Не пройшла кваліфікацію | Не пройшла кваліфікацію | Не пройшла кваліфікацію | Не пройшла кваліфікацію | 10                          | 6                           | 1                           | 3                           | 19                          | 12                          |
| 1998  | Не пройшла кваліфікацію | Не пройшла кваліфікацію | Не пройшла кваліфікацію | Не пройшла кваліфікацію | Не пройшла кваліфікацію | Не пройшла кваліфікацію | Не пройшла кваліфікацію | 8                           | 3                           | 0                           | 5                           | 9                           | 13                          |
| 2000  | Не пройшла кваліфікацію | Не пройшла кваліфікацію | Не пройшла кваліфікацію | Не пройшла кваліфікацію | Не пройшла кваліфікацію | Не пройшла кваліфікацію | Не пройшла кваліфікацію | 10                          | 1                           | 5                           | 4                           | 10                          | 19                          |
| 2002  | Не пройшла кваліфікацію | Не пройшла кваліфікацію | Не пройшла кваліфікацію | Не пройшла кваліфікацію | Не пройшла кваліфікацію | Не пройшла кваліфікацію | Не пройшла кваліфікацію | 8                           | 2                           | 2                           | 4                           | 10                          | 10                          |
| 2004  | Не пройшла кваліфікацію | Не пройшла кваліфікацію | Не пройшла кваліфікацію | Не пройшла кваліфікацію | Не пройшла кваліфікацію | Не пройшла кваліфікацію | Не пройшла кваліфікацію | 8                           | 2                           | 3                           | 3                           | 4                           | 7                           |
| 2006  | Не пройшла кваліфікацію | Не пройшла кваліфікацію | Не пройшла кваліфікацію | Не пройшла кваліфікацію | Не пройшла кваліфікацію | Не пройшла кваліфікацію | Не пройшла кваліфікацію | 12                          | 4                           | 4                           | 4                           | 13                          | 15                          |
| 2007  | Не пройшла кваліфікацію | Не пройшла кваліфікацію | Не пройшла кваліфікацію | Не пройшла кваліфікацію | Не пройшла кваліфікацію | Не пройшла кваліфікацію | Не пройшла кваліфікацію | 2                           | 1                           | 0                           | 1                           | 1                           | 2                           |
| 2009  | Не пройшла кваліфікацію | Не пройшла кваліфікацію | Не пройшла кваліфікацію | Не пройшла кваліфікацію | Не пройшла кваліфікацію | Не пройшла кваліфікацію | Не пройшла кваліфікацію | 8                           | 1                           | 2                           | 5                           | 4                           | 13                          |
| 2011  | Не пройшла кваліфікацію | Не пройшла кваліфікацію | Не пройшла кваліфікацію | Не пройшла кваліфікацію | Не пройшла кваліфікацію | Не пройшла кваліфікацію | Не пройшла кваліфікацію | 8                           | 2                           | 2                           | 4                           | 6                           | 10                          |
| 2013  | Не пройшла кваліфікацію | Не пройшла кваліфікацію | Не пройшла кваліфікацію | Не пройшла кваліфікацію | Не пройшла кваліфікацію | Не пройшла кваліфікацію | Не пройшла кваліфікацію | 10                          | 6                           | 2                           | 2                           | 15                          | 8                           |
| 2015  | Не пройшла кваліфікацію | Не пройшла кваліфікацію | Не пройшла кваліфікацію | Не пройшла кваліфікацію | Не пройшла кваліфікацію | Не пройшла кваліфікацію | Не пройшла кваліфікацію | 10                          | 5                           | 2                           | 3                           | 29                          | 11                          |
| 2017  | Не пройшла кваліфікацію | Не пройшла кваліфікацію | Не пройшла кваліфікацію | Не пройшла кваліфікацію | Не пройшла кваліфікацію | Не пройшла кваліфікацію | Не пройшла кваліфікацію | 10                          | 5                           | 0                           | 5                           | 18                          | 11                          |
| 2019  | Не пройшла кваліфікацію | Не пройшла кваліфікацію | Не пройшла кваліфікацію | Не пройшла кваліфікацію | Не пройшла кваліфікацію | Не пройшла кваліфікацію | Не пройшла кваліфікацію | 10                          | 4                           | 4                           | 2                           | 14                          | 12                          |
| 2021  | Груповий етап           | 3                       | 0                       | 1                       | 2                       | 1                       | 8                       | кваліфікувалась як господар | кваліфікувалась як господар | кваліфікувалась як господар | кваліфікувалась як господар | кваліфікувалась як господар | кваліфікувалась як господар |
| 2023  | Не пройшла кваліфікацію | Не пройшла кваліфікацію | Не пройшла кваліфікацію | Не пройшла кваліфікацію | Не пройшла кваліфікацію | Не пройшла кваліфікацію | Не пройшла кваліфікацію | 10                          | 4                           | 4                           | 2                           | 11                          | 7                           |
| 2025  | Груповий етап           | 3                       | 0                       | 1                       | 2                       | 0                       | 5                       | 8                           | 5                           | 2                           | 1                           | 13                          | 7                           |
| Разом |                         | 6                       | 0                       | 2                       | 4                       | 1                       | 13                      | 132                         | 51                          | 33                          | 48                          | 176                         | 157                         |